# Kodihosahalli, Channapatna
Kodihosahalli là một làng thuộc tehsil Channapatna, huyện Ramanagara, bang Karnataka, Ấn Độ.